# جو بولو
جو بولو (بالإنجليزية: Joe Polo)‏ هو لاعب كرلنغ أمريكي، ولد في 10 ديسمبر 1982 في دولوث في الولايات المتحدة.

## وصلات خارجية
- جو بولو على موقع الاتحاد الدولي للكرلنغ (الإنجليزية)
- جو بولو على موقع اللجنة الأولمبية الدولية (الإنجليزية)
- جو بولو على موقع أوليمبيديا (الإنجليزية)
- جو بولو على موقع اللجنة الأولمبية والبارالمبية الأمريكية (الإنجليزية)